# Lucia Aniello
Lucia Aniello, née en 1983 en Italie, est une réalisatrice, scénariste et productrice américaine.

## Biographie
Lucia Aniello naît en Italie en 1983. Elle grandit à Hadley (Massachusetts) où ses parents possède un restaurant. Elle déménage pour New York.
En 2014, elle est diplômée de l'Université Columbia.
Comme l'actrice Amy Poehler, elle a fait partie de la troupe d'improvisation Upright Citizens Brigade. Elle y rencontre Paul W. Downs. Le duo est à l'origine des webséries The Diary of Zac Efron et The Real Housewives of South Boston. Elle travaille ensuite sur la série Broad City avant de réaliser en 2017 son premier long-métrage, Pire Soirée avec Scarlett Johansson, Kate McKinnon, Jillian Bell, Ilana Glazer et Zoë Kravitz.

## Filmographie

### Cinéma
| 2009 | The Last Supper, court-métrage                          | Réalisatrice, productrice             |
| 2011 | Emmy Training Day, court-métrage                        | Réalisatrice                          |
| 2011 | Life After Emmy, court-métrage                          | Réalisatrice                          |
| 2017 | Pire Soirée (Rough Night)                               | Réalisatrice, scénariste, productrice |
| 2017 | Why You've Never Met the 4th Haim Sister, court-métrage | Réalisatrice                          |

### Télévision
| 2012 | Paulilu Mixtape, série                                                                        | Réalisatrice (7 épisodes), scénariste (7 épisodes)                             |
| 2014 | Broad City, série                                                                             | Réalisatrice (11 épisodes), scénariste (6 épisodes), productrice (20 épisodes) |
| 2014 | Barely Legal Pawn, publicité pour Audi avec Bryan Cranston, Aaron Paul et Julia Louis-Dreyfus | Réalisatrice                                                                   |
| 2015 | Other Space, série                                                                            | Réalisatrice (2 épisodes)                                                      |
| 2016 | Time Traveling Bong                                                                           | Créatrice, scénariste, réalisatrice, productrice                               |